# Edmundo Valenzuela
Edmundo Ponziano Valenzuela Mellid (Villarrica, 19 de noviembre de 1944) es un arzobispo católico paraguayo que ejerció  su ministerio episcopal como el sexto arzobispo metropolitano de la Arquidiócesis de Asunción.

## Biografía

### Primeros años y formación
Nació el 19 de noviembre de 1944 en Villarrica. Sus padres, Braulio Ramón Valenzuela y Floriana Mellid, oriundos de San Juan Nepomuceno se habían mudado a Villarrica, unos años antes, donde nació el último de los 8 hermanos. Recibió el bautismo en la Parroquia de Santa Librada. Su familia vivió las penurias de la guerra civil paraguaya de 1947.
Recibió la educación primaria de la Obra de Don Bosco, para luego asistir al Colegio Sagrado Corazón de Jesús (Salesianito), en la Asunción. Formación en el Aspirantado Salesiano de Ypacaraí, donde cursó los estudios de la Secundaria, en 1955. Noviciado en Morón, Argentina en 1961, profesando por primera vez como Religioso Salesiano el 31 de enero de 1962. Cursó, del 1962-63 la filosofía y el magisterio en el Instituto Salesiano de Vignaud (Córdoba, Argentina) y lo completó en el entonces reciente Instituto Filosófico de Ypacaraí en el 1964. Traslado al Colegio Mons. Lasagna realizó el tirocinio pastoral (1965-1967). Se recibió en Teología en la Universidad Salesiana en 1967. Licenciatura en Teología en septiembre de 1971. Universidad Salesiana de Roma especialización en Ciencias de la Educación, obtuvo el título de Licenciatura (2003) y el Doctorado en Ciencias de la Educación (2005) con la defensa de la tesis: «Las predisposiciones de la paz en la escuela».

### Sacerdocio
Fue ordenado presbítero por manos del Cardenal Antonio Samoré, el 3 de abril de 1971. Fue encargado de estudios del Colegio Mons. Lasagna, encargado de estudios y catequista del Aspirantado de Ypacaraí, donde permaneció dos años; director del posnoviciado “Felipe Rinaldi”, cargo que ocupó durante tres años; delegado de la Pastoral Juvenil de la Inspectoría N. S. De la Asunción  que se desenvolvió durante 10 años; fundador, junto con el Padre Reyes, del Movimiento Juvenil Salesiano y de la “Pascua Juvenil” (1976); director del Colegio Sagrado Corazón de Jesús (Salesianito) por 4 años; director del Boletín Salesiano de 1982 a 1985; presidente de la Asociación de Escuela Católica (ASIEC) dando inicio, junto con el entonces Mons. Pastor Cuquejo, a la Federeción Nacional de Padres de Familia de las Escuelas Católicas; asesor de la pastoral educativa de la Conferencia Episcopal (CEP); y director del Colegio Mons. Lasagna, siguiendo simultáneamente con las actividades educativas encomendadas.
En 1991, a la muerte de sus padres, pidió incorporarse al “Proyecto África” siendo destinado a Angola, donde llegó el 19 de marzo de 1992. En Angola, fue director de la Misión de Lwena de 1995 a 2001, director de la Comunidad del posnoviciado y rector del “Instituto Dom Bosco” durante seis meses, y miembro del Consejo Inspectorial y coordenador de la Formación Salesiana en la Visitaduría Salesiana de Angola.

## Episcopado

### Obispo-vicario
Después regresó al Paraguay, y el papa Benedicto XVI lo nombró el 13 de febrero de 2006 como obispo titular de Uzali, con sede en el Vicariato del Chaco Paraguayo.
Fue ordenado obispo el 22 de abril de 2006, en el Santuario de María Auxiliadora de Asunción, siendo consagrante principal el Mons. Pastor Cuquejo del Arzobispo de Asunción, y rincipales coconsagrantes el Mons. Zacarías Ortiz Rolón, obispo de Concepción, y el Mons. Agustín Roberto Radrizzani, obispo de Lomas de Zamora. Tomó posesión del cargo de Vicariato Apostólico el 5 de mayo de 2006 en Fuerte Olimpo, iniciando su tarea misionera y llevando la evangelización a las poblaciones de la ribera del río y a las zonas más lejanas del Alto Paraguay.

### Arzobispo en Asunción
El papa Benedicto XVI le pidió un nuevo servicio episcopal confiándole la misión de ayudar al entonces enfermo monseñor Cuquejo, nombrándolo arzobispo coadjutor el 8 de noviembre de 2011. El 29 de noviembre de 2011 asumió su nueva función en la Catedral de Asunción.
A la renuncia aceptada del cargo por motivo de edad del monseñor Cuquejo, el papa Francisco nombró a Valenzuela arzobispo metropolitano de Asunción el 6 de noviembre de 2014. convirtiéndose en el 44.º obispo de Asunción y el 6.º arzobispo metropolitano. Recibió el palio arzobispal de manos del papa Francisco el 29 de junio de 2015, en la Basílica de San Pedro, Ciudad del Vaticano.
Su lema episcopal es: «Al Padre, por Cristo en el Espíritu».
Es presidente de la Conferencia Episcopal Paraguaya por el periodo 2015-2018.